# Kerkhof van Agenville
Het kerkhof van Agenville is een begraafplaats gelegen bij de kerk van Agenville in het Franse departement Somme.

## Militair graf
De begraafplaats telt 1 geïdentificeerd Gemenebest graf uit de Eerste Wereldoorlog. Dit militaire graf wordt onderhouden door de Commonwealth War Graves Commission, die het kerkhof heeft ingeschreven als Agenville Churchyard.